# UPhongolo
uPhongolo es un municipio local sudafricano situado en el distrito de Zululand, en la provincia de KwaZulu-Natal.

## Superficie
uPhongolo tiene una superficie de 3110 km².

## Demografía
En 2022, tenía 151 541 habitantes, una densidad poblacional de 48,73 hab./km², y 28 618 viviendas.